# Фортеця Ізеддін
Фортеця Ізеддін  (грецька: Φρούριο Ιτζεδδίν; Ізледдін означає «Слава вірі») — османська фортеця в бухті Суда, Крит, поблизу села Каламі, найбільш відома своєю роллю в'язниці для політичних в'язнів у Греції у XX столітті. 

## Історія
Фортецю побудував османський намісник острова Рауф-паша в 1872 році на місці середньовічної вежі, побудованої в 1646 р. Вона названа на честь сина султана Абдула-Азіза. У час Критської держави (1898–1913) вона використовувалася як в'язниця, і це продовжувалась і в той час, коли Крит перейшов під грецьке управління.  Під час Другої світової війни фортеця використовувалась німецькими військами у якості казарми.
Це було особливо відоме як місце ув'язнення для політичних в'язнів, особливо під час диктатури Теодороса Пангалоса (1925–1926) та громадянської війни у Греції. Серед його в'язнів були  — Елефтеріос Венізелос (15 днів у 1903 році) за образу єпископа та скинутий диктатор Теодорос Пангалос (у 1926–1928 рр.). Політичних в'язнів переводили в цю фортецю у 1948 році з острова Гавдос (на південь від Криту)  та аж до 1974. В фортеці було виконано останній смертний вирок у Греції (1972 р.)
Сьогодні це історична пам'ятка, яка охороняється Грецією та місце проведення культурних заходів. Форт відкритий для огляду у свято Святого Елефтеріоса (14 та 15 грудня). Фортеця знімалась у низці фільмів, зокрема Дні 36-х та «Кам’яні роки».

## Див також
- Фортецца (фортеця в Ретімно)
- Франгокастелло
- Кулес